# Argentinskt kärleksgräs
Argentinskt kärleksgräs (Eragrostis virescens) är en gräsart som beskrevs av Jan Svatopluk Presl. Enligt Catalogue of Life ingår Argentinskt kärleksgräs i släktet kärleksgrässläktet och familjen gräs, men enligt Dyntaxa är tillhörigheten istället släktet kärleksgrässläktet och familjen gräs. Arten förekommer tillfälligt i Sverige, men reproducerar sig inte. Inga underarter finns listade i Catalogue of Life.